# Государственное устройство Кабо-Верде
Политика Кабо-Верде осуществляется в рамках полупрезидентской представительной демократической республики, в которой премьер-министр Кабо-Верде является главой правительства, а Президент Республики Кабо-Верде является главой государства. Исполнительная власть осуществляется президентом и правительством. Законодательная власть принадлежит как правительству, так и Национальной ассамблеи. Судебная власть независима от исполнительной и законодательной властей. Конституция, впервые утвержденная в 1980 году и существенно пересмотренная в 1992 году, составляет основу организации правительства. В нем провозглашается, что правительство является «органом, который определяет, руководит и осуществляет общую внутреннюю и внешнюю политику страны» и несёт ответственность перед Национальной ассамблеей.

## Политические условия

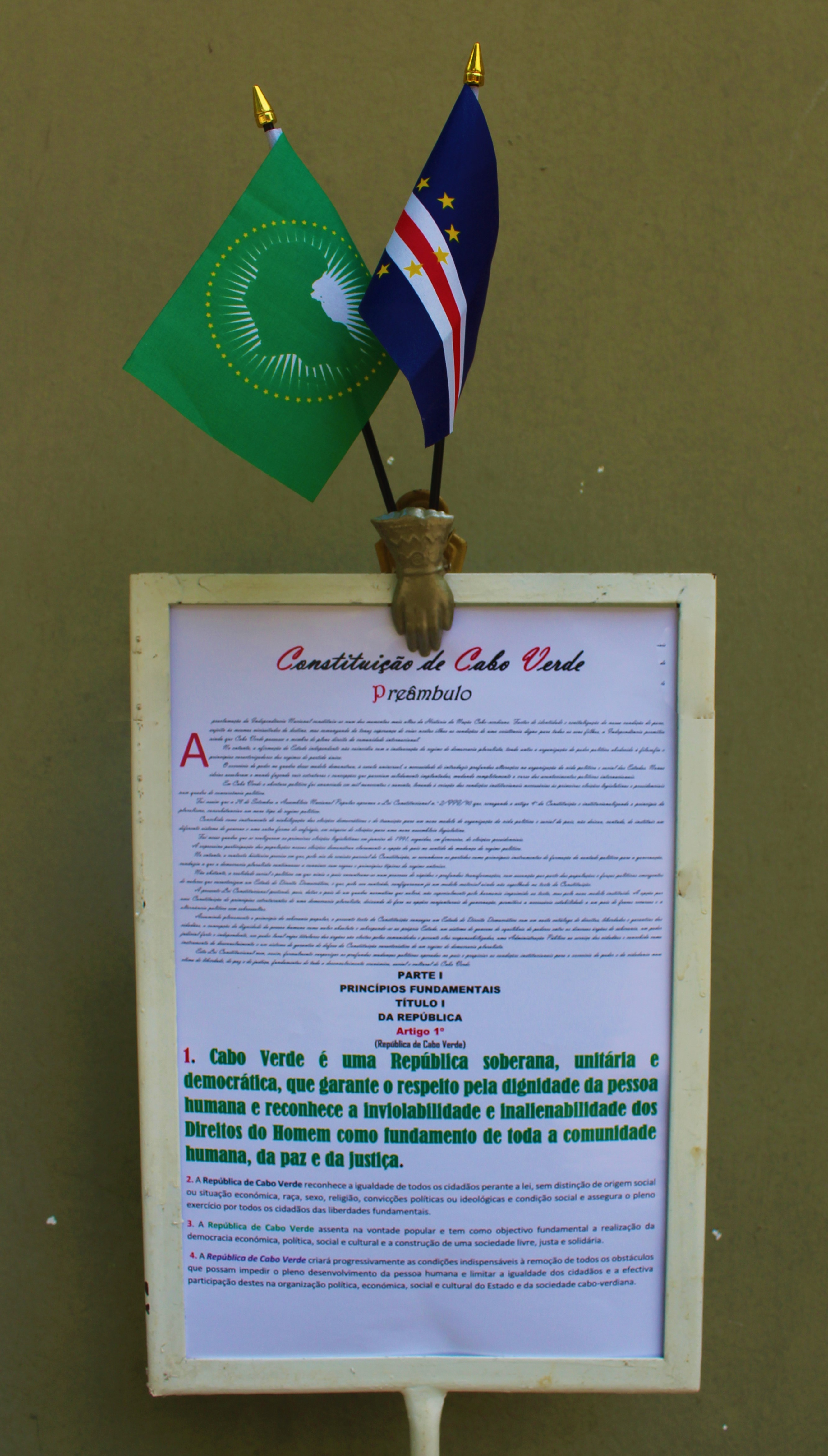
Конституция Кабо-Верде

После обретения независимости в 1975 году Африканская партия независимости Гвинеи и Кабо-Верде (ПАИГК) установила однопартийную политическую систему. В 1980 году она стала Африканской партией независимости Кабо-Верде (ПАИКВ), поскольку Кабо-Верде стремилось дистанцироваться от Гвинеи-Бисау после беспорядков в этой стране.
В 1991 году, после растущего давления на более плюралистическое общество, впервые были проведены многопартийные выборы. Оппозиционная партия «Движение за демократию» (Movimento para a Democracia, MpD) победила на выборах в законодательные органы и сформировала правительство. Кандидат от ДЗД также победил кандидата от ПАИКВ на президентских выборах. На выборах 1996 года ДЗД увеличила свое большинство, но в 2001 году ПАИКВ вернулась к власти, выиграв как законодательные, так и президентские выборы.
В целом в Кабо-Верде существует стабильная демократическая система. Выборы были признаны свободными и справедливыми, существует свободная пресса, а государство соблюдает верховенство закона. В знак признания этого Freedom House присвоил Кабо-Верде два первых места в своем ежегодном докладе «Свобода в мире», что является отличным результатом. Это единственная африканская страна, получившая этот балл. В 2020 году Economist Intelligence Unit оценил Кабо-Верде как «ограниченную демократию».
Премьер-министр является главой правительства и в качестве такового предлагает других министров и государственных секретарей. Премьер-министр номинируется Национальной ассамблей и назначается Президентом. Президент является главой государства и избирается всенародным голосованием сроком на пять лет; последние выборы состоялись в 2021 году.
Также в законодательной ветви власти Национальная ассамблея состоит из 72 членов, избираемых на пятилетний срок путем пропорционального представительства.
Движение за демократию (ДЗД) впервые за 15 лет свергло правящую Африканскую партию независимости Кабо-Верде (ПАИКВ) на парламентских выборах 2016 года. Лидер ДЗД Улисс Коррейя и Силва занимает пост премьер-министра с 2016 года. Хорхе Карлос Алмейда Фонсека был избран президентом в августе 2011 года и переизбран в октябре 2016 года. Его также поддерживает ДЗД.
В апреле 2021 года правящее Движение за демократию (ДЗД) премьер-министра Улисса Коррейи и Силвы победило на парламентских выборах. В октябре 2021 года кандидат от оппозиции и бывший премьер-министр Хосе Мария Невес из ПАИКВ победил на президентских выборах в Кабо-Верде. 9 ноября 2021 года Хосе Мария Невес присягнул и вступил в должность нового президента Кабо-Верде.

## Суды и уголовное право
Судебная система состоит из Верховного трибунала и региональных судов. Из пяти судей Верховного трибунала один назначается Президентом, один — Национальной ассамблеей и трое — Высшим советом магистратуры. В состав этого совета входят Председатель Верховного трибунала, Генеральный прокурор, восемь частных лиц, два судьи, два прокурора, старший инспектор по правовым вопросам Генеральной прокуратуры и представитель Министерства юстиции. Судьи независимы и не могут принадлежать к какой-либо политической партии. В октябре 2000 года женщина-судья, известная тем, что принимала строгие правовые меры в случаях бытового насилия, была переведена из столицы в сельскую местность. Отдельные суды рассматривают гражданские, конституционные и уголовные дела. Апелляция подается в Верховный суд. В 1998 году были проведены реформы, направленные на укрепление перегруженной судебной системы. Неимущим предоставляется бесплатный адвокат, обвиняемые считаются невиновными до тех пор, пока их вина не будет доказана, а судебные процессы являются публичными. Судьи должны предъявить обвинения в течение 24 часов после ареста. Конституция предусматривает независимую судебную систему, и правительство в целом соблюдает это положение на практике. Конституция предусматривает право на справедливое судебное разбирательство и надлежащую правовую процедуру, и независимая судебная система обычно обеспечивает соблюдение этого права.
Конституция предусматривает право на справедливое судебное разбирательство. Подсудимые считаются невиновными; они имеют право на публичный суд без участия присяжных; на адвоката; на представление свидетелей; и на обжалование приговоров. Региональные суды рассматривают мелкие споры на местном уровне в сельской местности. Министерство юстиции не обладает судебными полномочиями; такие полномочия принадлежат судам.
Судебная система, как правило, обеспечивает права на надлежащую правовую процедуру; однако право на оперативное судебное разбирательство ограничено серьезно перегруженной и недоукомплектованной судебной системой. Накопившиеся дела обычно приводят к задержкам судебных разбирательств на 6 месяцев и более; на конец года на рассмотрении находилось более 10 780 дел. Кроме того, право жертв на компенсацию и возмещение боли и психических страданий упускается из виду как из-за низкой оценки ущерба, так и из-за неэффективного исполнения судебных приговоров.

## Административное деление
Кабо-Верде делится на 22 муниципалитета: Боа-Виста, Брава, Маю, Мостейрос, Пол, Порто-Ново, Прая, Рибейра-Гранди, Рибейра-Гранди-де-Сантьяго, Сал, Санта-Катарина, Санта-Катарина-ду-Фого, Санта-Крус, Сан-Домингос, Сан-Филипе, Сан-Лоренсу душ-Орджауш, Сан-Мигель, Сан-Николау, Сан-Сальвадор-ду-Мунду, Сан-Висенте, Таррафаль, Таррафаль-де-Сан-Николау.

## Избирательные права для неграждан
Статья 24 Конституции Кабо-Верде гласит, что:
- алинея 3.: «Права, не предоставляемые иностранцам и апатридам, могут быть предоставлены гражданам стран с португальским языком в качестве официального языка, за исключением доступа к функциям органов государственного управления, службы в вооруженных силах или дипломатической карьеры».
- алинея 4. «Активная и пассивная избирательная правоспособность может быть предоставлена законом иностранцам и апатридам, проживающим на национальной территории, для выборов членов органов местных муниципалитетов».

На веб-сайте правительственного института сообществ Кабо-Верде говорится, что такая мера была принята «для стимулирования взаимности со стороны принимающих стран мигрантов из Кабо-Верде».
25 августа 1997 года был принят закон № 36/V/97, регулирующий «Статус гражданина лузофона», касающийся граждан любой страны, входящей в Сообщество португалоязычных стран (статья 2), в статье 3 которого говорится, что «Гражданину лузофона, проживающему в Кабо-Верде, выдаётся активная и пассивная избирательная способность на муниципальных выборах в соответствии с условиями закона. Гражданин лузофона, проживающий в Кабо-Верде, имеет право осуществлять политическую деятельность, связанную с его избирательным правом».